# Браунли, Ян
Сэр Ян Браунли QC (англ. Sir Ian Brownlie; 19 сентября 1932, Ливерпуль, Англия — 3 января 2010, Каир, Египет) — английский юрист-международник. Член Комиссии международного права ООН, королевский адвокат.

## Общая информация
В течение своей академической карьеры преподавал в Университете Лидса, Университете Ноттингема, и в колледжах Вадхам и Оксфорд. Являлся профессором международного права в Лондонской Школе Экономики в период с 1976 по 1980 год. С 1980 до 1999 был чичелийским профессором Публичного Международного права в Оксфордском университете. В 1979 году находился на службе администрации американского Президента Джимми Картера в качестве его советника по иранскому кризису.
Браунли являлся членом британской Академии, а также Ассоциации Международного Права и Института Международного права.
В 2006 году был удостоен награды имени Вольфганга Фридманна за международное право.
Ян Браунли погиб в автокатастрофе в Египте 3 января 2010 года.

## Публикации Яна Браунли
- Международное право и Использование Силы в отношениях между государствами (1963)
- Принципы Публичного Международного права (1966)
- Основные документы по Международному праву (1967)
- Основные документы по Правам человека (1971)
- Африканские Границы: Юридическая и Дипломатическая Энциклопедия (1979)
- Система Права Народов: Ответственность государства (1983)